# Frédéric Debuyst
Frédéric Debuyst (Wemmel, 10 ottobre 1922 – 12 dicembre 2017) è stato un religioso belga, professore di dogmatica e filosofia, critico e storico del movimento liturgico moderno.

## Storia
Nel 1943 entra nell'Abbazia di Saint-André  (Zevenkerke-Bruges) da cui è ordinato sacerdote il 1 agosto 1948.  Dal 1959, prima del Concilio Vaticano II, al 1980 è Direttore della rivista trimestrale  Art d´Église, rinomata a livello europeo per l'esposizione dei rapporti tra liturgia e l'arte e l'architettura nelle chiese . Nel 1970 è fondatore e primo priore del Monastère Saint-André de Clerlande (Ottignies-Louvain la Neuve, Belgio).  Nel 1977 è Membro della Commissione per i monumenti dell'Arcidiocesi di Malines-Bruxelles, quando era arcivescovo Léon-Joseph Suenens. Attento osservatore e studioso ha scritto numerosi saggi contribuendo al rinnovamento degli edifici per il culto religioso secondo i principi post conciliari. Oltre a libri è doveroso citare anche le sue apparizioni sulle riviste Espace e Chroniques d'Art Sacré, di cui anche di quest'ultima è fondatore.

## Scritti
- 1966 Architecture moderne et célébration chrétienne, Bruges;
- 1968 Modern Architecture and Christian Celebration, John Knox Press, Richmond;
- 1975 Rendre grâce aujourd'hui - Essais de prières eucharistiques di Dieudonne Dufrasne e F. Debuyst, le Centurion;
  - Jean Cosse, Architecte des maisons pour vivre, Collection "Documents actuels", Editions art vie esprit Bruxelles, Nivelles;
- 1985 Benedict un art de vivre, Revue Théologique de Louvain, Le Centurion, ISBN 2227340282;
  - L'art chretienne contemporaine, Parigi;
- 1988 L'art chrétien contemporain: de 1962 à nos jours, Mame, Parigi, ISBN 2728903220;
- 1991 Arte e liturgia dopo il Vaticano 2.: bilancio e prospettive;
  - Sur le génie chrétien du lieu, Paris: Comité national d'art sacré, dep. leg.,  Estr. da: "Chroniques d'art sacré", n. 23-24;
- 1992 Permanenza di un'architettura specificamente liturgica da Guardini ai nostri giorni in Architettura e spazio sacro nella modernità, Biennale di Venezia, AA.VV. Editrice Abitare spa, Milano;
  - Art sacré et modernité - Les grandes années de la revue "L'Art sacré" di Sabine de Lavergne con introduzione di F. Debuyst, Lessius, ISBN 978-2-87299-026-9;
- 1994 Architettura e liturgia. Aspetti del dibattito internazionale in Le nuove chiese della diocesi di Milano 1945-1993 a cura di C. De Carli, Vita e Pensiero, Milano;
- 1995 Le renouveau de l'art sacré de 1920 à 1962, Mame, ISBN 2728904227;
- 1997 Le génie chrétien du lieu, Les Éditions du Cerf, Parigi, ISBN 2204057029;
- 1999 Il genius loci cristiano di Frédéric Debuyst, AA.VV., Sinai edizioni, ISBN 88-86679-06-8;
  - Dix Petites Eglises Pour Aujourd'hui, Publications de Saint-André - Alléé de Clerlande n.1, Ottignies;
- 2001 Reflexions theologiques et liturgiques sur la situation actuelle de l'architecture chretienne in Architettura e arti per la liturgia : atti del 5. Congresso internazionale di liturgia: Roma, Pontificio istituto liturgico, 12-15 ottobre 1999, p. 117-130;
- 2002 L'art chretien contemporain de 1962 a nos jours (Art et Foi), Mame, ISBN 2728903220;
- 2003 Savoirs et jeux d'acteurs;
  - Chiese - arte, architettura, liturgia dal 1920 al 2000, Silvana Editoriale, Cinisello Balsamo, Milano, ISBN 8882155714;
- 2005 L'altare: opera d'arte o mistero di presenza? in L'altare mistero di presenza, opera dell'arte, AA.VV., Edizioni Qiqajon, Magnano (BI), USB UBO3962038;
- 2006 L'ambone tavola della parola di Dio, AA.VV., Edizioni Qiqajon, Magnano (BI);
- 2007 Il "genio" cristiano del luogo: un mondo di apertura e ospitalità in Spazio liturgico e orientamento: atti del 4. Convegno liturgico internazionale, Bose 1-3 giugno, AA.VV., Edizioni Qiqajon, Magnano (BI), ISBN 9788882272265;
- 2008 Il battistero: fonte di vita, di luce, di perdono. Atti del V Convegno liturgico internazionale (Bose, 31 maggio-2 giugno 2007), AA.VV., Edizioni Qiqajon, Magnano (BI), ISBN UBO4255045;
  - Architettura e Liturgia nel Novecento - Esperienze europee a confronto n. 4, AA.VV., Stella Edizioni;
  - L'entrée en liturgie: Introduction à l'oeuvre liturgique de Romano Guardini, Cerf;
- 2009 Romano Guardini, Pustet, Friedrich GmbH, ISBN 3791721976;
  - L'assemblea vivente: una pienezza sempre incompiuta, in Assembleasanta. Forme presenze e presidenza, atti del VI Convegno liturgico internazionale (Bose 2008) a cura di Goffredo Boselli, Qiqajon, Magnano:
- 2010 Romano Guardini, Introduccion a su obra liturgica / Romano Guardini, Introduction to His Liturgical Work, Liturgical Pr;
- 2015 Spiritus Loci: A Theological Method for Contemporary Church Architecture, AA.VV., Brill Academic Pub;
  - A la recherche de la simplicité: sept essais pour un art de vivre chrétien, Ottignies: Publications de Saint-André, ISBN 9782960076974;
- 2018 Elogio di nuove Chiese. Una libera sequenza di incontri e di luoghi significativi rivisitati di Frédéric Debuyst e L. Marino, Edizioni Qiqajon, Magnano (BI), ISBN 8882275191; [3][4][5]

### Pubblicazioni
- 1993 Intervista a Frédéric Debuyst in Nuove chiese per il Terzo Millennio, AA.VV. Koiné, Vicenza, pp.81-84